# Sujatha Mohan (médecin)
Pour les articles homonymes, voir Sujatha Mohan et Mohan.
Sujatha Mohan est une ophtalmologue indienne. Elle est basée à Chennai et a été récompensée, en mars 2019, par la plus haute récompense pour les femmes en Inde, le prix Nari Shakti Puraskar (en français : Prix du pouvoir des femmes), des mains du président indien, Ram Nath Kovind, pour son travail philanthropique consistant à fournir des soins oculaires gratuits dans la région de Chennai. 

## Biographie
Sujatha Mohan étudie dans un hôpital ophtalmologique, le Sankara Nethralaya (en), à Chennai, en Inde. C'est là qu'elle rencontre son futur mari, en 1986, et qu'ils se marient l'année suivante.
Elle est la directrice médicale exécutive du Rajan Eye Care Hospital. L'hôpital dispose d'une section caritative appelée Chennai Vision Charitable Trust qui vise à fournir des opérations susceptibles d'améliorer la vue dans le sud de l'Inde. Le trust a créé 3 500 opérations de dépistage oculaire dans un rayon de 150 kilomètres autour de sa base de Chennai, notamment à Kanchipuram, Tiruvallur, Tiruvannamalai, Vellore et Viluppuram. Ils ont testé les yeux d'un million de personnes, ce qui a permis de réaliser plus de 100 000 opérations de la cataracte, 7 000 transplantations de cornée et de fournir 300 000 paires de lunettes. Les opérations de la cataracte impliquent l'implantation de lentilles dans les yeux des patients et ce service est fourni gratuitement aux patients. Ce résultat est obtenu grâce à l'aide du Rotary Club qui finance les greffes de cornée et une camionnette équipée de manière à pouvoir effectuer des opérations ophtalmologiques dans le véhicule.

## Distinction
Sujatha Mohan a reçu le prix Nari Shakti Puraskar, le 8 mars 2019. Le prix 2019 a été remis au palais présidentiel par le président de l'Inde à l'occasion de la Journée internationale des femmes.

### Note
- (en) Cet article est partiellement ou en totalité issu de l’article de Wikipédia en anglais intitulé « Sujatha Mohan (doctor) » (voir la liste des auteurs).